# Kölner Filmhaus

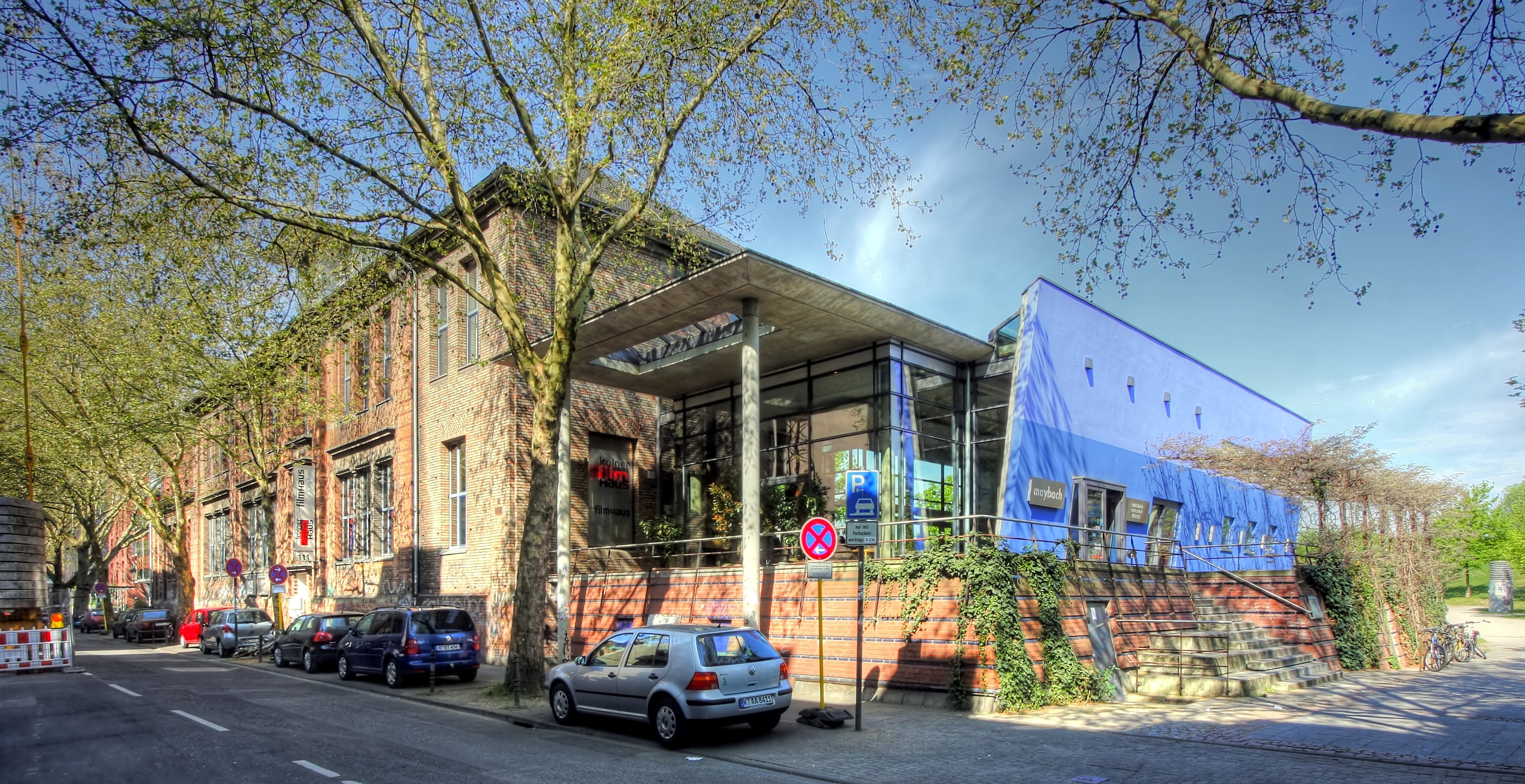
Das Kölner Filmhaus in der Maybachstraße 111 (2010)

Das Kölner Filmhaus wird seit 2021 als Filmhaus Köln geführt. Das Kölner Filmhaus war ein 1981 gegründetes „Zentrum für Medienbildung, Kinokultur und Filmschaffen in Köln“, organisiert durch den Kölner Filmhaus e. V., seit 1998 beheimatet im ehemaligen Verwaltungsgebäude des Güterbahnhofs am Kölner Mediapark. Mit zeitweise über 400 Mitgliedern war der Verein Kölner Filmhaus e. V. die größte freie Initiative von Filmemachern und Filminteressierten in ganz Deutschland. Der Verein hat im Jahr 2012 Insolvenz angemeldet und wurde aufgelöst, das denkmalgeschützte Gebäude wurde saniert. Seit dem November 2012 widmet sich der neu gegründete Verein „Neues Kölner Filmhaus“ e. V. ausschließlich dem freien Filmemachen und Workshops.

## Aktivitäten
Der Verein hatte zahlreiche Aktivitäten verfolgt. Er veranstaltete Seminare und Fortbildungen, hatte einen Technikverleih, in der Produktionswerkstatt wurden Nachwuchsfilme realisiert, das Internationale Kurzfilmfestival Köln Short Cuts Cologne wurde 1998 von Stephan Sarasi ins Leben gerufen und dort über viele Jahre veranstaltet, und schließlich gab es das hauseigene Filmhauskino.
Die Produktionswerkstatt wird durch den neugegründeten Verein Neues Kölner Filmhaus e. V. fortgeführt.

## Geschichte
Im Hinterzimmer einer Gaststätte auf der Zülpicher Straße gründeten die Filmemacher Donatello und Fosco Dubini, eine Reihe von Studierenden, „aber auch Fotoingenieure, unzufriedene WDR-Mitarbeiter und Künstler wie Birgit Hein“ am 26. April 1981 den Verein Kölner Filmhaus e. V.; er wurde am 3. September in das Vereinsregister beim Amtsgericht Köln unter VR 8185 eingetragen. Fünf Jahre später eröffnete der Verein ein Sesselkino in der Luxemburger Straße 72, das bis 1996 genutzt wurde. 1985 wurde der spätere Filmemacher, Autor und Darsteller Bernhard Marsch Mitglied. 1998 bezog man das denkmalgeschützte ehemalige Verwaltungsgebäude des Güterbahnhofs Gereon in der Maybachstraße 111, das Platz für Weiterbildung, Kino, Technikverleih, Kurzfilmproduktion, das Kurzfilmfestival Short Cuts Cologne und eine Gastronomie bot. Bis auf die Gastronomie wurden alle Abteilungen unter dem Dach des Vereins Kölner Filmhaus e. V. betrieben.
Zwischen Juli und Oktober 2012 führte unter anderem Uneinigkeit über die strukturelle Weiterentwicklung des Vereins zwischen Mitgliedern und Vorstand zum Rücktritt des letzteren und damit zur Insolvenz. Daraufhin beschloss die Stadt Köln Ende Oktober, den sogenannten „Heimfall“, also die Rücknahme des Erbbaurechts der Immobilie an der Maybachstraße 111 einzuleiten Zeitgleich gründete die Runge TV GmbH, Patrick Finder, der Rechtsanwalt Thomas Tegeler sowie die Münchner Filmwerkstatt mit jeweils einem Viertel der Gesellschaftsanteile die Filmhaus Köln gemeinnützige GmbH und bestellte als Geschäftsführer Otto-Georg Schöne. Kurz darauf erwirbt der neugegründete Verein Neuer Kölner Filmhaus e. V. die Anteile von Rechtsanwalt Tegeler an der Filmhaus Köln gemeinnützige GmbH.
Ab Herbst 2012 wurden nun die unter Zwangsverwaltung stehenden Gebäude Maybachstraße 111 durch verschiedene Anbieter zwischengenutzt, so etwa vier Jahre lang der Kinobetrieb durch Stephan Sarasi und Felix Seiffert. Der Filmgeräteverleih, bei dem Geräte aus dem Eigentum der Stadt zu Sonderkonditionen an Filmschaffende verliehen werden, wurde ab 2013 durch Christian Locke in Kooperation mit der Stadt Köln fortgeführt, seit August 2016 in neuen Räumlichkeiten in Köln-Mülheim.
Im Juni 2013 wurde Martin Blankemeyer zum zweiten Geschäftsführer der Filmhaus Köln gemeinnützige GmbH bestellt, durch das Ausscheiden Otto-Georg Schönes war er jedoch ab August Alleingeschäftsführer. Im Sommer des Jahres billigte der Rat der Stadt Köln einstimmig den gemeinsamen Antrag von SPD und Grünen, die zukünftige Nutzung des Filmhauses auszuschreiben. Damit war die Verwaltung aufgerufen, die Ausschreibung entsprechend den Vorgaben des Rates auf den Weg zu bringen und so Planungssicherheit und Perspektive für das Haus und die freie Filmszene Kölns zu schaffen. Ab November 2013 gehörte die Immobilie durch den Heimfall wieder der Stadt, die im Frühjahr 2014 ein Gutachten zur Ermittlung des Sanierungsbedarfs beauftragte.
Es folgten Sanierungsplanungen, bei denen sich zeigte, dass der Sanierungsbedarf u. a. aufgrund von unterlassenen Unterhaltungsmaßnahmen durch den Verein höher als geschätzt war. Der Betrieb des Filmhauskinos wurde ab Oktober 2016 eingestellt, die Ausschreibung für die Sanierung erfolgte im Januar 2017. In der Zwischenzeit meldete die Filmhaus Köln gGmbH im Winter 2016 Insolvenz an. Eine neue Trägerschaft wurde seitens der Stadt ausgeschrieben. Den Zuschlag erhielt die FK Filmhaus Köln GmbH in Gründung. Die Filmhaus gGmbH ging Ende Februar 2021 erneut in die Insolvenz. Unter neuer Leitung wurde im Oktober 2021 das Filmhaus Köln wieder eröffnet.

## Veröffentlichungen (Auswahl)
- Britische Film-Szene im Kölner Filmhaus: November 1984, Kölner Filmhaus, Köln 1984
- Klaus Gronenborn: Kinokatastrophen: die unterdrückte Filmgeschichte des Karl Valentin, Zelluloid / Kölner Filmhaus, Köln 1988
- entgrenzungen, Katalog zur gleichnamigen Ausstellung im Kölner Filmhaus, Red. Sascha Anderson, Hrsg. Kölner Filmhaus e. V., Köln 1988
- Eva Hohenberger: Retrospektive Marguerite Duras, Kölner Filmhaus e. V., Köln 1990
- 99 Jahre Kino in Köln: Stummfilme & Musik, Kölner Filmhaus, Köln 1995
- Short cuts Cologne. Internationales Kurzfilmfestival Köln, 12. – 16. Sept. 2001, Red. Hans-Dieter Delkus, Kölner Filmhaus, Köln 2001
- Internationales Frauenfilmfestival 11.-15. Okt. 2006, Red. Carla Despineux und Anna Jacobsen, Text dt. u. engl., Kölner Filmhaus, Köln 2006